# Рейес Спиндола, Патрисия
Патрисия Рейес Спиндола (исп. Patricia Reyes Spindola; род. 11 июля 1953, Оахака-де-Хуарес) — мексиканская актриса, режиссёр и продюсер, трижды лауреат высшей мексиканской кинопремии «Ариэль». Рост — 165 см. Она за свою карьеру сыграла более семидесяти ролей в испаноязычных кинофильмах, а также нескольких десятках теленовелл. В 2015 году она дебютировала на американском телевидении с ролью в сериале AMC «Бойтесь ходячих мертвецов».

## Жизнь и карьера
Родилась в Оахаке. Она дебютировала в 1974 году в фильме «Владетель Осанто». На её счету более ста ролей, включая актёрские, режиссёрские и продюсерские работы.

## Фильмография

### Актриса

#### Сериалы
- * 2015 — Бойтесь ходячих мертвецов — Грисельда Саласар (4 эпизода)

##### Свыше 2-х сезонов
- 1985—2007 — Женщина, случаи из реальной жизни (6 эпизодов, 1994—2004)
- 2008-н. в. — Женщины-убийцы (3 сезона) — Кармен

##### Televisa
- 1983 — Измена — Лидия
- 1983 — Проклятие — Теодора
- 1985 — Биянка Видаль — Кирила
- 1986-1990 — Отмеченное время
- 1988 — Странное возвращение Дианы Саласар — Хиордана
- 1989-1991 — Тереса — Хосефина
- 1990 — В собственном теле — Тота де Ортега
- 1992 — Треугольник — Вирхиния Гранадос
- 1994 — Полёт орлицы — Петрона Мори
- 1996 — Зажжёный факел — донья Хуана де Фонсеррада
- 1996 — Синие дали — Марта
- 1997 — Мария Исабель[исп.] — Мануэла
- 1997 — Ад в маленьком городке — Мартина
- 1999 — Мальчик, пришедший с моря — Альберта Гримес
- 2001 — Злоумышленница — Рената де Веларде
- 2001-2002 — Страсти по Саломее — Манола.
- 2003 — Немного блошек — Грисельда.
- 2003-2004 — Ночная Марианна — Мария Лола
- 2004-2005 — Невинность — Клотильде
- 2005-2007 — Мачеха — Вентурина Гарсия
- 2006-2007 — Самая прекрасная дурнушка — Томаса Мора
- 2007 — 13 страхов — соседка
- 2007-2008 — Секс и другие секреты — адвокат
- 2007-2008 — Огонь в крови — Кинтана
- 2008-2009 — Терминал — Абуэла
- 2009-2012 — Мы все к чему-то привязаны (2 сезона)
- 2010 — Сакатильо, место в твоём сердце — Фредесвинда Карретас
- 2010-2012 — Герои севера — донья Олегария
- 2010 — Рафаэла — Каридад
- 2014 — Цвет страсти — Тринидад

#### Фильмы

##### Короткометражные
- 2008 — Я — моя мать — Клара

##### Полнометражные
- 1974 — Владетель Осанто
- 1975 — Дом на юге — Мария
- 1976 — События на руднике Марусиа — Роса
- 1976 — Возвращение человека по имени Конь — Грей Тхорн (США)
- 1978 — Педро Парамо — Эдувихес Диада
- 1978 — Дети Санчеса
- 1979 — Возвращение Аурелио
- 1981 — Теперь мы должны победить
- 1981 — Портрет замужней женщины — Луиса
- 1987 — Убийство на площади Гарибальди
- 1991 — Женщина из порта — Томаса
- 1994 — Царица ночи — Луча Рейес
- 1996 — Кроваво-красный — Сестра Руэлас
- 1998 — Евангелие чудес — Микаэла
- 1998 — Вне закона
- 1999 — Полковнику никто не пишет — Хасинта
- 2000 — Пока не наступит ночь — Мария Тереса Фрейе де Андраде
- 2000 — Такова жизнь — Адела, крёстная мать
- 2000 — Беда всех мужчин — Axe Face (не переводится)
- 2002 — Фрида — Матильде Кало
- 2002 — Порочный девственник — Ракель
- 2005 — Между — госпожа Гонсалес
- 2006 — Карнавал в Содоме — Эрендира
- 2007 — Дурные привычки — мать Супериора
- 2008 — Любовь по буквам — судья
- 2008 — Мой тюремный двор — Аурора
- 2008 — Сёстры по крови — мать Феликса
- 2008 — Каждый человек грешен — Донита
- 2009 — Ещё один мексиканец
- 2010 — Чикогранде — Сандоваль
- 2011 — По сердечным причинам — донья Рути
- 2014 — Все мертвы — донья Росарио
- 2015 — Быть или не быть — Вероника

### Режиссёр

#### Сериалы

##### Свыше 2-х сезонов
- 2008 — Роза Гваделупе (4 сезона)

##### Televisa
- 2000 — Всегда буду любить тебя
- 2001 — Злоумышленница (совместно с Беатрис Шеридан).
- 2001—2002 — Страсти по Саломее (1-я часть; серии с 1-по 60).
- 2012 — Девушка из поместья «"Ураган"»